# 에드워드 H. 포니
에드워드 해너 포니(Edward Hanna Forney, 1909년 8월 16일 ~ 1965년 1월 21일)는 미국의 군인으로 미국 해병대에서 가장 지식이 풍부한 수륙양면작전의 전문가로 통했다.

## 군인 경력

### 한국 전쟁
한국 전쟁이 한창이던 1950년 7월 포항 상륙 작전과 9월 인천 상륙 작전 성공에 기여했고 이후 12월 15일부터 크리스마스 이브인 24일까지 아흐레간 미군 10만 5천여명, 피란민 10만여명 등 총 20만여명의 생명을 구하면서 최대 규모의 민간인 해상 탈출 작전인 흥남 철수 작전을 성공적으로 이끌었으며 포항 상륙 작전, 흥남 철수 작전에서의 공로를 인정받아 에드워드 아먼드 소장으로부터 미국 공로훈장, 청동무공훈장 등을 수여받았다.

## 상훈
- 이달의 6.25 전쟁영웅 (2018년 12월)